# 八木勇征
八木勇征（日语：／ Yagi Yusei */?，1997年5月6日—）是一位日本男歌手、演員。出生於東京都，身高180公分，血型O型，為日本LDH藝能事務所旗下團體FANTASTICS from EXILE TRIBE的成員之一。

## 個人經歷
從小學開始足球生涯，中學時與友人在畢業典禮中搭配吉他彈唱獲得眾多好評，但當時生活重心仍以足球為主，並以此專長推薦升上高中及大學。大學一年級因韌帶受傷長期與足球脫節，而重拾中學萌生的當歌手的念頭。透過2017年5月 - 12月舉辦的「VOCAL BATTLE AUDITION 5～致擁有夢想的年輕人們～」從3萬人中脫穎而出，作為主唱加入FANTASTICS。此前曾在居酒屋、巴西烤肉餐館打過工，2016年參加BEST BODY JAPAN健美比賽在Mr.BEST BODY Supermodel類別中拿到亞軍後，受健身房經營者邀請兼職當私人教練。出道前在2018年4月 - 6月展開「夢者修行FANTASTIC 9」巡迴，總計33個會場共78場演出。2018年12月5日以歌曲「OVER DRIVE」正式出道。

## 音樂作品
團體作品請參見FANTASTICS from EXILE TRIBE#作品

## 影視作品
團體作品請參見FANTASTICS from EXILE TRIBE#出演

### 電視劇
- 美麗的他（日语：美しい彼）（2021年11月12日－12月24日，MBS）－主演・清居奏（與萩原利久雙主演）[6]
- 笨蛋之吻（2022年8月6日－9月3日，日本電視台）－飾演 園宮蓮
- 美麗的他 第二季（2023年2月8日－3月1日，MBS）－飾演 清居奏
- 沼る。港区女子高生（2023年2月25日－3月25日，日本電視台）－飾演 園宮蓮/有坂蓮
- 不小心繼承了牛郎店（2023年4月18日－7月4日，關西電視台 / 富士電視台）－飾演 Masato
- 18／40～兩人的夢想與愛情～（2023年7月11日－9月12日，TBS）－飾演 麻生康介
- Hyena（2023年10月20日－12月8日，東京電視台）－飾演 谷原樹
- 訂閱不倫 第2話（2023年11月16日，MBS）－飾演 YAGGY（客串演出）
- 婚活奮鬥中（2024年1月17日－3月20日，富士電視台）－飾演 山田渣男 / 山田功宗
- 山田渣男的3次出擊（2024年3月20日，FOD）－主演・山田渣男 [7]
- 小南是迷你情人!?（2024年7月16日－9月10日，朝日電視台）－飾演 南浩之
- 最後一課 -存活之人才能畢業-（2024年11月26日，UniReel）－主演・丸山武 [8]
- 奇怪的搭檔（2025年4月29日－7月16日，每日放送）－主演・立石春斗（與齊藤京子雙主演）[9]

### 電影
- HiGH&LOW THE WORST X（2022年9月9日，松竹）－飾演 山口孫六
- 鴉色刑事組（2023年1月13日，東寶）－飾演 植木幸太郎
- 美麗的他～eternal～（2023年4月7日，Toho Cinemas） - 主演・清居奏（與萩原利久雙主演）
- 矢野君的普通日子（2024年11月15日，松竹） - 主演・矢野剛 [10]
- 我們一生只能使用一次魔法（2025年2月21日公開予定，波麗佳音） - 主演・AKITO [11]
- 隣のステラ（2025年夏公開予定，東寶） - 主演・柊木昴（與福本莉子雙主演）[12]

### 舞台劇
- 戀愛中毒大作戰（2022年8月 - ，明治座、Cool Japan Park Osaka WW Hall） - 飾演 吉田[13]

### 廣播
- All Night Nippon X（2023年3月23日），與萩原利久共同出演

### 綜藝
- まるごと（日语：まるごと）「男前溫泉」（2020年3月 - 2021年3月，靜岡第一電視台）[14]
  - 2020年3月30日 - #1 熱海七溫泉之旅篇
  - 2020年4月13日 - #2 熱海伊豆山篇
  - 2020年6月29日 - #3 西伊豆町浮島海岸～三四郎島篇
  - 2020年7月13日 - #4 西伊豆町堂島～澤田公園露天溫泉篇
  - 2020年7月27日 - #5 東伊豆町北川溫泉篇
  - 2020年8月10日 - #6 東伊豆町熱川溫泉篇
  - 2020年9月7日 - #7 伊豆之國市伊豆長岡溫泉篇
  - 2020年9月28日 - #8 伊豆之國市古奈溫泉篇
  - 2020年10月12日 - #9 沼津市戶田溫泉篇
  - 2020年10月26日 - #10 沼津市戶田溫泉篇2
  - 2020年11月9日 - #11 燒津市黒潮溫泉篇
  - 2020年11月23日 - #12 三保半島Hagoromo溫泉篇
  - 2020年12月7日 - #13 伊豆市修善寺溫泉篇
  - 2020年12月21日 - #14 伊豆市修善寺溫泉篇2
  - 2021年2月8日 - #15 川根本町寸又峡溫泉篇
  - 2021年2月22日 - #16 川根本町接岨峽溫泉篇
  - 2021年3月8日 - #17 河津町七滝溫泉篇
  - 2021年3月22日 - #18 東伊豆町稻取溫泉篇

- 戀愛心機又怎樣（日语：あざとくて何が悪いの?）（2022年3月19日，朝日電視台）－飾演 男子
- 千鳥のクセがスゴいネタGP（2023年1月19日，富士電視台）
- 4chanTV（2023年3月24日，MBS）
- せやねん！（2023年3月25日，MBS）
- よんタメ（2023年4月7日，MBS）
- 夜な夜な不思議の館にて ～御曹司・八木勇征からの招待状～（2023年4月15日－，BS朝日）

## 外部連結
- 官方網站 - LDH
- FANTASTICS from EXILE TRIBE的X（前Twitter）（页面存档备份，存于）
- 八木勇征的Instagram帳戶 （页面存档备份，存于）
- 八木勇征在互联网电影资料库（IMDb）上的資料（英文）